# Aida (koń)
Aida (1898 - 1915) – brytyjski koń pełnej krwi angielskiej i klacz stadna. Na początku kariery, w swoim debiucie (Produce Stakes), zajęła 2 miejsce i pokonała wtedy przyszłego zwycięzcę Epsom Derby, konia Volodyovski. Za pierwszym razem zwyciężyła w gonitwie 1000 Gwinei w roku 1901 roku i w tym samym roku finiszowała 3 w ciężkiej edycji Newmarket Stakes. Po nieudanych startach w Eclipse Stakes oraz St. Lager, została wycofana z gonitw do końca roku. Jako klacz stadna wywarła duży wpływ na hodowlę, za sprawą swojej córki, Herself.

## Życiorys
Aida była kasztanowatą klaczą wyhodowaną przez Blankney Stud Henry'ego Chaplina. Podczas kariery wyścigowej jej właścicielem był Sir James Miller, a trenował ją George Blackwell w Newmarket, Suffolk.
Ojciec Aidy, Galopin, był wybitnym koniem wyścigowym, który wygrał Derby w 1872 r., a następnie stał się utytułowanym i wpływowym reproduktorem, ojcem St Simona i Donovana, a także trzykrotnie reproduktorem-czempionem. Jej matka, Queen Adelaide, była wybitną klaczą wyścigową, która wygrała July Stakes i Dewhurst Stakes, a także startowała w Epsom Derby, Epsom Oaks, 1000 Guineas i Middle Park Stakes. Queen Adelaide była córką Adelaide, klaczy założycielki rodziny 9-h

## Kariera wyścigowa

### 1900: sezon w wieku 2 lat
Do 1913 roku nie było wymogu, aby brytyjskie konie wyścigowe miały oficjalne imiona, a dwulatkom wolno było biegać bez imion aż do 1946 roku. Aida, rozpoczęła swoją karierę wyścigową bez imienia i była ogólnie nazywana klaczą Queen Adelaide.
Aida zadebiutowała w wyścigu Champion Breeders' Biennial Foal Stakes na torze wyścigowym Derby, w którym zajęła drugie miejsce za Sagittą. Wzięła udział w wyścigu Imperial Produce Stakes z pulą nagród 3000 funtów na dystansie sześciu furlongów (ok. 1600m) na torze wyścigowym Kempton Park i wygrała z ogierem Volodyovski.

### 1901: sezon w wieku 3 lat
4 maja Aida była jedną z piętnastu klaczy biorących udział w 88. wyścigu 1000 Guineas i wystartowała jako faworytka z kursem 13/8, wyprzedzając Princess Melton i St Aldegonde. Prowadzona przez amerykańskiego dżokeja Danny'ego Mahera objęła prowadzenie zaraz po starcie i prowadziła wyścig, narzucając tempo, które sprawiało, że większość pozostałych koni miała problemy na ostatnim ćwierć mili. Po odparciu ataku Santa Brigidy, Aida została wyprzedzona przez Fleur d'Eté, jednak w ostatnich chwilach zdołała wyprzedzić rywalkę. Wygrała o szyję przed Fleur d'Eté oraz o dwie długości przed Santa Brigidy, która zajęła trzecie miejsce. Wtedy też po raz pierwszy startowała jako koń o konkretnym imieniu, doprowadziło to do pewnego zamieszania w telegraficznych relacjach z wyścigu, gdyż przyjęto, że „Aida” to błędnie odczytane imię „Art” lub „Arta”.
Podczas kolejnego występu dwanaście dni później klacz startowała na dłuższym dystansie i zmierzyła się z innymi ogierami w wyścigu Newmarket Stakes na dystansie dziesięciu furlongów (ok. 2000m). Można powiedzieć, że dała z siebie wszystko, zajmując dobre trzecie miejsce za Wilhelmem III i Doryklesem w walce, którą opisano jako „jedną z najlepszych walk, jakie kiedykolwiek widziano”.  Aida ominęła Epsom Oaks i pojawiła się ponownie w Eclipse Stakes na dystansie dziesięciu furlongów (ok. 2000m) w Sandown Park, 19 lipca. Rozpoczęła jako outsiderka z kursem 20/1 i dobiegła poza miejscami płatnymi, za Epsom Lad. We wrześniu Aida rywalizowała w St Leger na dystansie 14,5 furlongów (ok. 3000m) na torze wyścigowym Doncaster i dobiegł do mety jako dziesiąty z trzynastu koni (wygrał wtedy Doricles).

## Ocena osiągnięć
W swojej książce A Century of Champions, opartej na systemie ocen Timeform, John Randall i Tony Morris ocenili Aidę jako „słabszego” zwycięzcę gonitwy 1000 Gwinei.

## Hodowla
Aida została wycofana z wyścigów i włączona do hodowli jako klacz hodowlana. W latach 1903–1915 urodziła co najmniej pięć źrebiąt:
- Alcanzor, kasztanowaty ogier, ur. 1903, syn Sainfoina. Zwycięzca w biegach płotowych,
- Zaida, kasztanowata klacz, ur. 1905, po Sainfoin,
- Rokeby, kasztanowaty ogier, ur. 1907, po Rock Sand,
- Winstanley, kasztanowaty ogier, ur. 1909, po Gallinule. Wygrał Great Yorkshire Stakes.
- Herself, kasztanowata klacz, ur. 1915, po Neilu Gowie. Matka Chatelaine i przodek w linii żeńskiej Toma Rolfe'a, Bee Bee Bee, Ack Ack i Sham[2].

Aida padła w październiku 1915 roku w stadninie Sledmere .

## Pochodzenie
| Aida | Galopin        | Vedette        | Voltigeur           | Voltaire       |
| Aida | Galopin        | Vedette        | Voltigeur           | Martha Lynn    |
| Aida | Galopin        | Vedette        | Mrs Ridgway         | Birdcatcher    |
| Aida | Galopin        | Vedette        | Mrs Ridgway         | Nan Darrell    |
| Aida | Galopin        | Flying Duchess | The Flying Dutchman | Bay Middleton  |
| Aida | Galopin        | Flying Duchess | The Flying Dutchman | Barbelle       |
| Aida | Galopin        | Flying Duchess | Merope              | Voltaire       |
| Aida | Galopin        | Flying Duchess | Merope              | Juniper Mare   |
| Aida | Queen Adelaide | Hemrit         | Newminister         | Touchstone     |
| Aida | Queen Adelaide | Hemrit         | Newminister         | Beeswing       |
| Aida | Queen Adelaide | Hemrit         | Seclusion           | Tadmor         |
| Aida | Queen Adelaide | Hemrit         | Seclusion           | Miss Sellon    |
| Aida | Queen Adelaide | Adelaide       | Young Melbourne     | Melbourne      |
| Aida | Queen Adelaide | Adelaide       | Young Melbourne     | Clarissa       |
| Aida | Queen Adelaide | Adelaide       | Teddington Mare     | Teddington     |
| Aida | Queen Adelaide | Adelaide       | Teddington Mare     | Maid of Masham |

- Aida była zinbredowana 4 × 4 z Voltaire’em, co oznacza, że ogier ten pojawia się dwa razy w czwartym pokoleniu jej rodowodu.